# Kati Marton
Kati Marton (Budapest, 3 febbraio 1949) è una giornalista e scrittrice ungherese naturalizzata statunitense, corrispondente estera dell'ABC e autrice di numerosi libri.

## Biografia

### Famiglia
Cresce in una famiglia cattolica e viene sapere le sue origini ebraiche soltanto quando viene a sapere che i nonni materni sono morti ad Auschwitz.
Suo padre, Endre Marton, giornalista, era tanto coraggioso da sfidare la persecuzione nazista girando con carte false e senza portare la stella gialla. Il suo lavoro lo ha messo in contatto frequente con l'ambasciata americana. Ciò ha insospettito la polizia segreta che lo ha messo in prigione nel 1955, quando Kati era ancora una piccola bambina.
Anche sua madre, Ilona, era giornalista. Dopo l'arresto del suo marito ha continuato il suo lavoro e così anche lei è stata incarcerata. Finalmente nell'estate di 1956 la pressione americana ha ottenuto la loro liberazione. Durante la rivoluzione di 1956 i due hanno partecipato attivamente in qualità d'informatori degli eventi all'estero. Tale attività ha procurato il premio George Polk Award.
Dopo la caduta della rivoluzione, la famiglia è fuggita in America. Hanno vissuto nella città di Bethesda, nello stato di Maryland, dove Kati è andata a scuola fino a 1965.
Nel libro autobiografico “Enemy of the people” (Nemico della patria) Kati Marton descrive la storia dei genitori.

### Vita adulta
Dopo la scuola media è andata alla Sorbonne per studi politici. Successivamente ha studiato rapporti internazionali a Washington.
Dopo una prima, breve matrimonio ha sposato lo scrittore televisivo Peter Jenning. Hanno avuto due figli, Elizabeth e Christopher. Anche questo matrimonio finisce in divorzio nel 1993. Successivamente sposa il diplomatico Richard Holbroke.

## Onorificenze
Era presidentessa dell'IWHC (Alleanza Internazionale per la Salute delle Donne). Altro incarico riguardava la direzione del Comitato per la protezione dei giornalisti (Committee to Protect Journalists) e membro dell'International Rescue Committee (Comitato Internazionale di Salvataggio).
Ha avuto numerosi premi tra cui Rebekah Kohut Humanitarian Award nel 2001 (National Council of Jewish Women), a Matrix Award Women Who Change the World  (Donne che hanno cambiato il mondo) nel 2002 e premio George Foster Peabody.

## Opere
- Death in Jerusalem. L'attentato mortale al conte Bernadotte, diplomata svedese in 1948
- The Polk conspiracy . L'assassinio del corrispondente CBS George Polk, nel 1948, a Salonico ed il successivo insabbiamento.
- 'Hidden Power: Presidential Marriages That Shaped Our History (2001, ISBN 0-385-72188-9) Influenza delle mogli dei presidenti americani nel 20. secolo.
- The Great Escape: Nine Jews Who Fled Hitler and Changed the World, (2006) Simon & Schuster ISBN 0-7432-6115-1
- Enemies of the People: My Family's Journey to America', (2009) Simon & Schuster ISBN 1-416-58612-1. Autobiografico sulla persecuzione nazista e poi comunista dei genitori in Ungheria